# Leucania umbrosa
Leucania umbrosa là một loài bướm đêm trong họ Noctuidae.